# Daclatasvir
Daclatasvir ist ein antiviraler Arzneistoff, der zur Behandlung von Hepatitis C in Kombination mit anderen Medikamenten eingenommen wird.

## Wirkungsmechanismus
Das Medikament gehört zu der Wirkstoffgruppe HCV-NS5A-Inhibitoren und erzielt seine Wirkung durch die Bindung an das virale Protein NS5A. Dadurch wird die Replikation der RNA des Virus und der Zusammenbau von Viruspartikeln gehemmt. Daclatasvir ist ein Substrat des Leberenzyms Cytochrom P450 3A4 und P-Glykoproteins und ist deshalb anfällig für Arzeneimittelwechselwirkungen.

## Anwendung
Die WHO empfiehlt als Behandlung von chronischer Hepatitis C für Erwachsene und Kinder unter anderem die Kombination von Daclatasvir und Sofosbuvir. Daclatasvir wird bei Infektionen mit Hepatitis-C-Viren des Genotyps 1, 3 und 4 angewendet. Die Tablette wird einmal täglich für 12–24 Wochen abhängig vom Fortschritt der Leberzirrhose eingenommen. Der Zusatznutzen von Daclatasvir in Kombination mit anderen Medikamenten im Vergleich zu alternativen Therapien ist nicht ausreichend belegt.

## Nebenwirkungen
Die häufigsten Nebenwirkungen sind Müdigkeit, Kopfschmerzen und Übelkeit.

## Handelsnamen
Das Medikament wird unter dem Handelsnamen Daklinza verkauft.  In der Europäischen Union ist Daklinza nicht mehr zugelassen.